# Charles Peirce

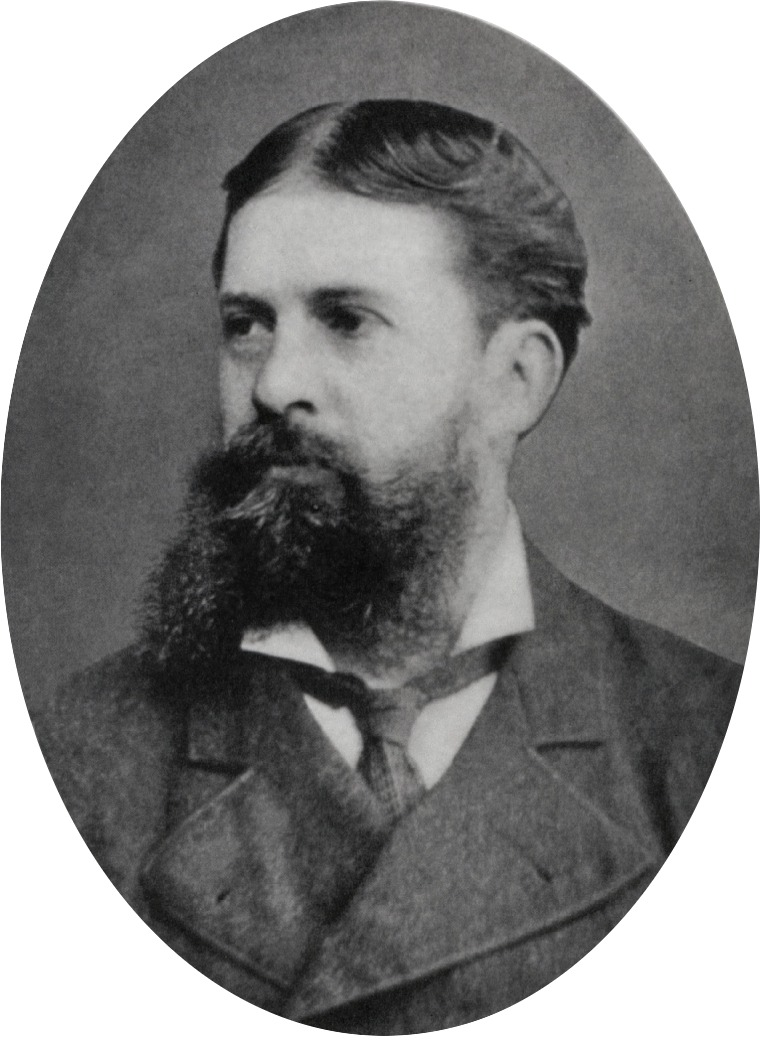
Charles Sanders Peirce

Charles Sanders Peirce (10 septembrie 1839 – 19 aprilie 1914) a fost filosof, matematician și logician american, considerat fondator al curentului filosofic pragmatism și, alături de William James, părintele semioticii moderne.
S-a născut în Cambridge, Massachusetts și a fost fiul lui Sarah Hunt Mills și Benjamin Peirce, profesor de astronomie și matematică la Universitatea Harvard. Charles Peirce a obținut diploma în chimie la Harvard în 1859 iar în timpul liber studia filosofia.
A fost un inovator în logică și matematică. Era critic față de abordările carteziene ale epistemologiei. A acuzat faptul că metoda îndoielii i-a încurajat pe oameni să se prefacă a se îndoi de ceva de care nu se îndoiau de fapt și a susținut că trebuie să începem de la ceva de care nu ne putem îndoi, progresând către adevăr, bazându-ne mai degrabă pe varietatea raționărilor noastre decât pe tăria vreuneia din ele. Mai târziu, anticartezianismul său a luat forma unei doctrine critice a simțului comun.
După el ideile și noțiunile sunt simple credințe care ne călăuzesc în acțiune, iar în sensul unei idei se reduce la consecințele ei practice.
În eseul Fixarea convingerii (1877), scoate în evidență deosebirea practică dintre credință în sensul convingerii și îndoială. Convingerea călăuzește acțiunea, cea de-a doua stimulează cercetarea în ajungerea la o credință. Comparând diferite metode de fixare a convingerii, ajunge la concluzia că, singura metodă este metoda științei.
Mare parte din munca sa a fost consacrată descrierii metodei științei și a încercat să dovedească faptul că ea ne conduce la adevăr.
Pentru Peirce, metoda științei are trei componente:
- abducția
- deducția
- inducția

Pentru a-și descrie propria poziție folosea termenul "pragmaticism". În felul acesta voia să se distingă de pozițiile celor care se declarau "pragmatiști".

## Scrieri
- Collected Papers of Charles S. Peirce, Harvard University Press, Cambridge
- Charles S. Peirce:Selected Writings, Dover Publications, New York, 1966
- Reasoning and the Logic of Things, Harvard University Press, Cambridge
- The Writings of Charles S. Peirce: a Chronical Edition, Indiana University Press, Indianapolis